# Randvaal
Randvaal is een plaats in de Zuid-Afrikaanse provincie Gauteng.
Randvaal telt ongeveer 2.000 inwoners.

## Subplaatsen
Het nationaal instituut voor de statistiek, Stats SA, deelt sinds de census 2011 deze hoofdplaats in in 2 zogenaamde subplaatsen (sub place), waarvan de grootste is:
Waterval.